# Blinisht
Blinisht is een plaats en voormalige gemeente in de stad (bashkia) Lezhë in de prefectuur Lezhë in Albanië. Sinds de gemeentelijke herindeling van 2015 doet Blinisht dienst als deelgemeente en is het een bestuurseenheid zonder verdere bestuurlijke bevoegdheden. De plaats telde bij de census van 2011 3361 inwoners.

## Bevolking
In de volkstelling van 2011 telde Blinisht 3361 inwoners, een daling ten opzichte van 4517 inwoners op 1 april 2001. Dit komt overeen met een gemiddelde bevolkingsgroei van −2,8% per jaar. 
| Plaats   | Oppervlakte (km²) | Bevolking (2001) | Bevolking (2011) |
| -------- | ----------------- | ---------------- | ---------------- |
| Blinisht | 48,12 km²         | 4.517            | 3.361            |

### Religie
De Katholieke Kerk is veruit de grootste geloofsovertuiging in Blinisht. Deze religie werd in 2011 beleden door 3.226 personen, oftewel 95,98% van de bevolking. 
| Plaats   | Bevolking (2011) | Islam (%) | Katholiek (%)  | Orthodox (%) | Bektashisme (%) |
| -------- | ---------------- | --------- | -------------- | ------------ | --------------- |
| Blinisht | 3.361            | - (-)     | 3.226 (95,98%) | 3 (0,09%)    | - (-)           |

## Plaatsen
De voormalige gemeente Blinisht bestond uit zeven dorpen: Blinisht, Troshan, Fishtë, Krajnë, Piraj, Baqel en Kodhel.

## Geboren
- Pjetër Zarishi (1806-1866), priester en dichter
- Ernest Simoni (1928), kardinaal van de Rooms-Katholieke Kerk